# Karlo, princ Viane
Karlo (baskijski: Karlos; 29. svibnja 1421. – 23. rujna 1461.) – poznat i kao Karlo IV. od Navare – bio je princ Viane; najstariji sin kralja Ivana II. Aragonskog i njegove supruge, Blanke, navarske vladarice.

## Biografija

### Rani život
Karlo je nazvan po djedu, ocu svoje majke – Karlu III. Plemenitom. Karla III. naslijedila je Blanka, koja je vladala Navarom 1425. – 1441.; djed i majka odredili su Blankina sina Karla, princa Viane, za nasljednika. Nakon Blankine smrti, Karlov je otac preuzeo navarski tron. 

### Brak
Princ Viane bio je oženjen Agnezom od Klevea; par se vjenčao u Oliteu 30. rujna 1439. te je bio bez djece. Nakon Agnezine smrti, Princ je odabrao za konkubinu ženu zvanu Brianda.

### Odnos sa ocem
Princ Viane i njegov otac bili su u lošem odnosu, koji se čak pogoršao nakon što se Ivan oženio kastiljskom plemkinjom Ivanom Enríquez. Karlo je umro u Barceloni 1461., prije svoga oca. Nije isključena mogućnost da je Karlo otrovan po naredbi svoje maćehe.